# Ivanir dos Santos
Ivanir dos Santos (por vezes referido como Carlos Alberto Ivanir dos Santos) é um sacerdote de Candomblé (babalaô), pedagogo, ativista e pesquisador brasileiro. Nasceu e foi criado em Mangueira, bairro da Zona Norte do Rio de Janeiro, onde teve contato com tradições afro-brasileiras desde a infância. Seu trabalho é reconhecido pela defesa dos direitos humanos, pelo combate ao racismo e pela promoção da liberdade religiosa. 

## Biografia
Ivanir dos Santos se envolveu em movimentos comunitários ainda jovem, atuando em projetos sociais voltados a populações periféricas. Graduou-se em Pedagogia e, posteriormente, concluiu o Doutorado em História Comparada na Universidade Federal do Rio de Janeiro (UFRJ), onde também realizou pesquisas de pós-doutorado. Durante sua formação acadêmica, manteve vínculo com terreiros de Candomblé e desenvolveu reflexões sobre as formas de marginalização enfrentadas pelas religiões de matriz africana.
A vivência em Mangueira, local marcado pela presença de escolas de samba e de uma forte herança cultural afro-brasileira, influenciou sua perspectiva crítica acerca das desigualdades sociais e do racismo estrutural. Em depoimentos à imprensa, Ivanir afirma que sua militância se fundamenta na busca pela superação do preconceito e pelo reconhecimento das culturas negras.

## Atuação e Militância
Nos anos 1990, Ivanir dos Santos participou do Centro de Articulação de Populações Marginalizadas (CEAP), organização não governamental engajada na defesa de direitos de crianças, adolescentes e comunidades em situação de vulnerabilidade. Em consequência das denúncias de violência policial, ele e outros membros do CEAP receberam ameaças de morte. A Anistia Internacional solicitou às autoridades brasileiras a devida investigação das ameaças e a proteção dos ativistas.
Em 2008, fundou a Comissão de Combate à Intolerância Religiosa (CCIR), reunindo representantes de diferentes crenças, órgãos governamentais e setores da sociedade civil para documentar e denunciar casos de perseguição religiosa. No mesmo ano, liderou a primeira Marcha em Defesa da Liberdade Religiosa na orla de Copacabana, no Rio de Janeiro, evento que passou a ocorrer anualmente e atrai milhares de participantes de tradições como Candomblé, Umbanda, cristianismo, judaísmo, islamismo e budismo. A CCIR promove encontros, palestras e articulações com o poder público, visando fortalecer políticas que protejam terreiros e outras expressões religiosas marginalizadas.
Em abril de 2022, Ivanir dos Santos oficializou sua pré-candidatura ao Senado Federal pelo Partido Democrático Trabalhista (PDT) do Rio de Janeiro, mas não chegou a concorrer no pleito final das eleições de 2022. Ainda assim, Ivanir manteve sua atuação política e social, enfatizando a necessidade de políticas de enfrentamento ao racismo e à intolerância religiosa.

## Produção Acadêmica e Intelectual
Ivanir dos Santos dedica-se à pesquisa sobre racismo, religiosidade afro-brasileira e direitos humanos. Sua trajetória é marcada pela criação e autoria da série Resistência Negra, atualmente exibida na GloboPlay, a qual oferece uma análise abrangente sobre a história da resistência negra e do movimento negro no Brasil, desde a chegada dos primeiros africanos escravizados até os dias atuais.
Além desse trabalho audiovisual, Ivanir participou da elaboração do “Guia contra a intolerância religiosa e o racismo” (2008), que aborda a importância do reconhecimento e da garantia de direitos às comunidades tradicionais de matriz africana. Ele também contribuiu para o relatório “Intolerância religiosa no Brasil” (2017), que analisa a discriminação contra fiéis e propõe recomendações a gestores públicos.
Como professor da UFRJ, suas publicações acadêmicas examinam o papel sociopolítico das religiões afro-brasileiras, focando na forma como essas manifestações contribuem para a consolidação de identidades coletivas de resistência. No estudo “Marchar não é caminhar: interfaces políticas e sociais das religiões de matriz africana no Rio de Janeiro” (2019), ele discute como mobilizações religiosas se transformam em práticas de reivindicação de direitos.

## Reconhecimento e Prêmios
Em 2019, Ivanir dos Santos foi agraciado com o International Religious Freedom Award pelo Departamento de Estado dos Estados Unidos, em reconhecimento à defesa da liberdade religiosa e ao combate à intolerância. A premiação aumentou a visibilidade de seu trabalho, favorecendo o diálogo com diferentes instâncias sociais e políticas no Brasil e no exterior. Ademais, organizações como a Anistia Internacional consideram a experiência de Ivanir dos Santos um exemplo relevante no enfrentamento do racismo e da perseguição religiosa.